# Hipposideros demissus
Hipposideros demissus је сисар из реда слепих мишева.

## Угроженост
Ова врста се сматра рањивом у погледу угрожености врсте од изумирања.

## Распрострањење
Ареал врсте је ограничен на једну државу. 
Соломонова острва су једино познато природно станиште врсте.